# Фаленцин (Прушковський повіт)
Фаленцин (пол. Falęcin) — село в Польщі, у гміні Брвінув Прушковського повіту Мазовецького воєводства.
Населення — 169 осіб (2011).
У 1975-1998 роках село належало до Варшавського воєводства.

## Демографія
Демографічна структура станом на 31 березня 2011 року:
|          | Загалом | Допрацездатний вік | Працездатний вік | Постпрацездатний вік |
| -------- | ------- | ------------------ | ---------------- | -------------------- |
| Чоловіки | 95      | 16                 | 68               | 11                   |
| Жінки    | 74      | 13                 | 47               | 14                   |
| Разом    | 169     | 29                 | 115              | 25                   |